# Hala století ve Vratislavi
Hala století (polsky Hala Stulecia, německy Jahrhunderthalle, anglicky Centennial Hall, v minulosti též Hala Ludowa) je budova ve Vratislavi (Dolnoslezské vojvodství) v Polsku.

## Další informace
Hala století byla postavená v letech 1912–1913 (v této době byla Vratislav součástí Německého císařství) podle projektu Maxe Berga jako památník ke stému výročí vítězství nad Napoleonem v bitvě u Lipska. V roce 1962 byla zapsána do seznamu památek. V roce 2006 byla zapsána na Seznam světového dědictví UNESCO. Architektonický celek tvoří kromě samotné Haly také Pavilon čtyř kopulí, Pergola a Jehlice.
Železobetonová stavba je 42 metrů vysoká, hlavní kopule má průměr 67 metrů, vnitřní prostor má plochu 14 tisíc m². Budova je využívána pro výstavy, koncerty či sportovní utkání.

## Fotogalerie

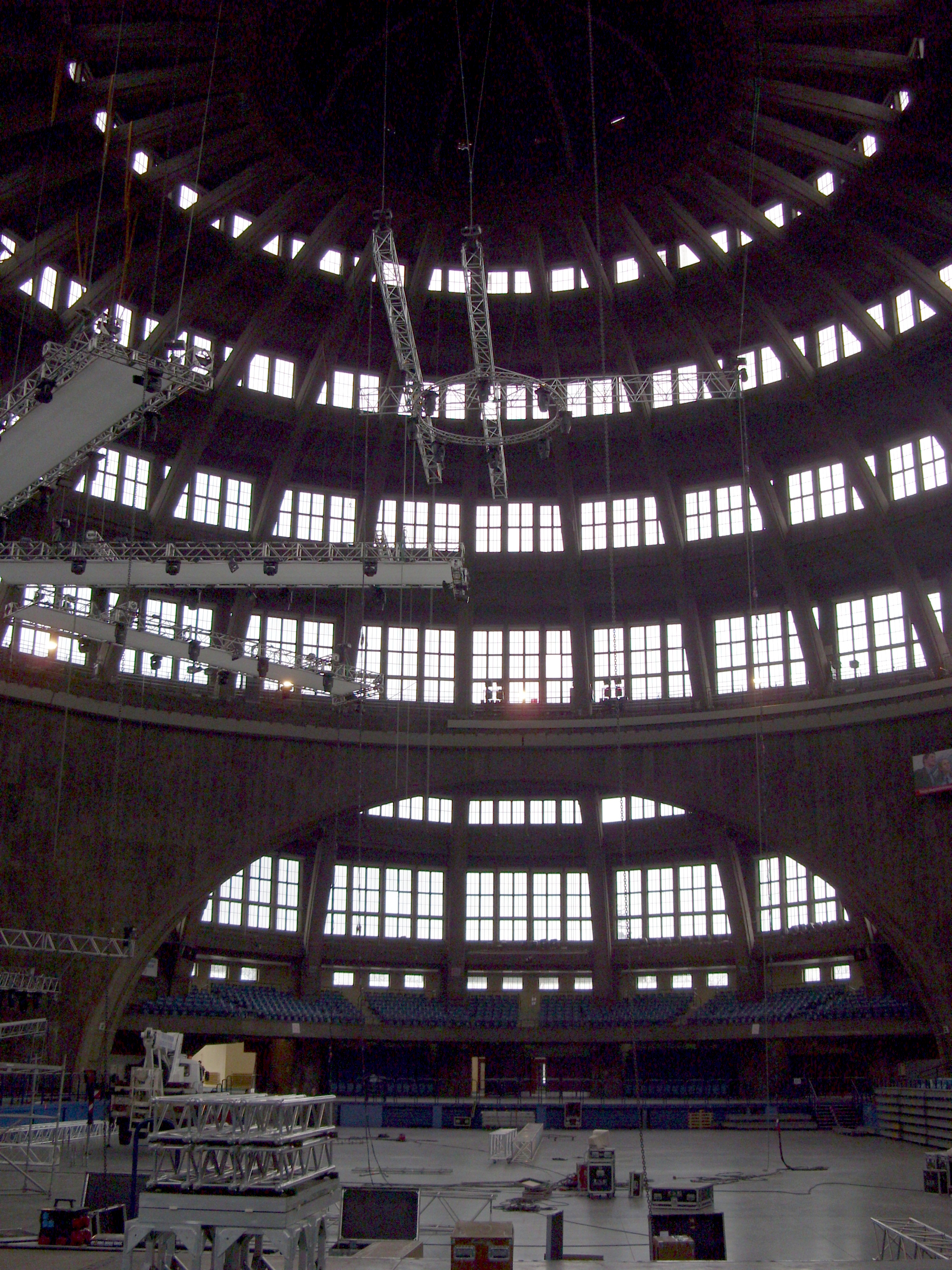
interiér Haly
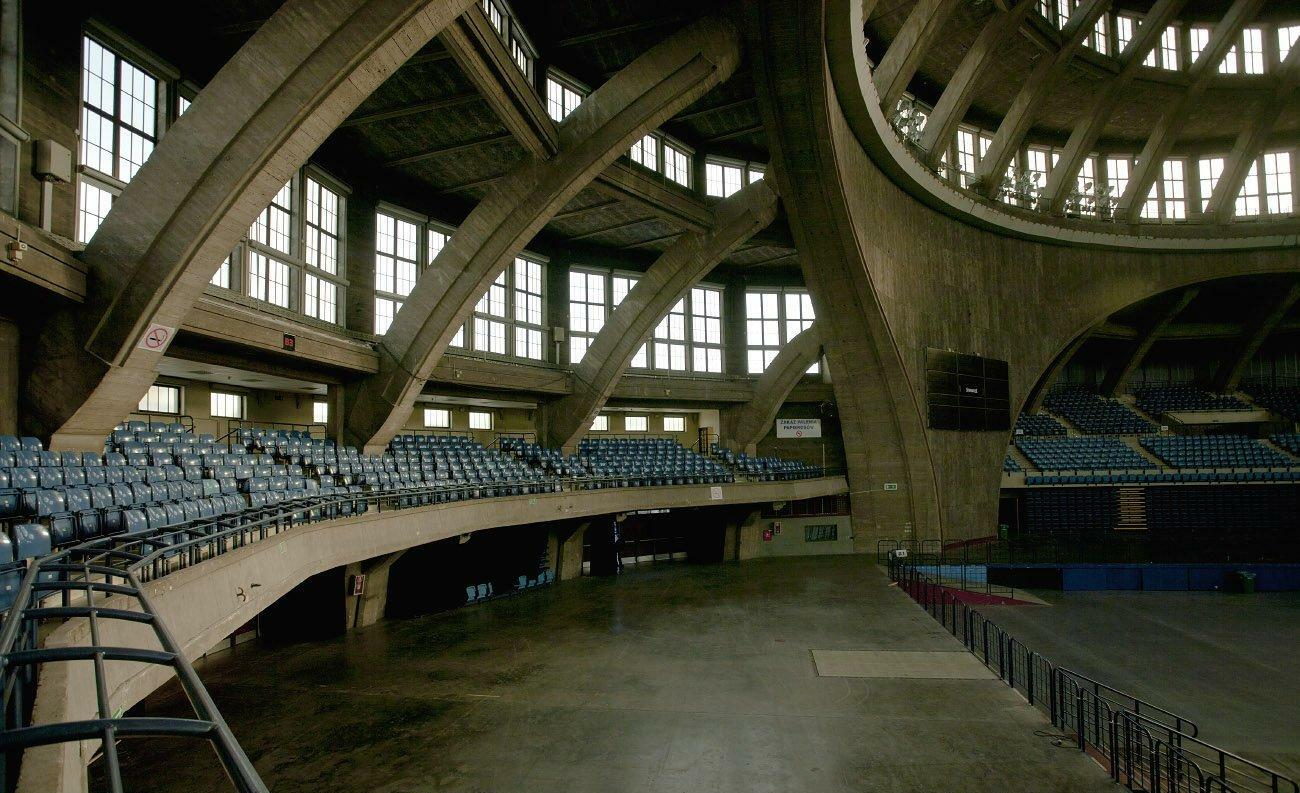
interiér Haly
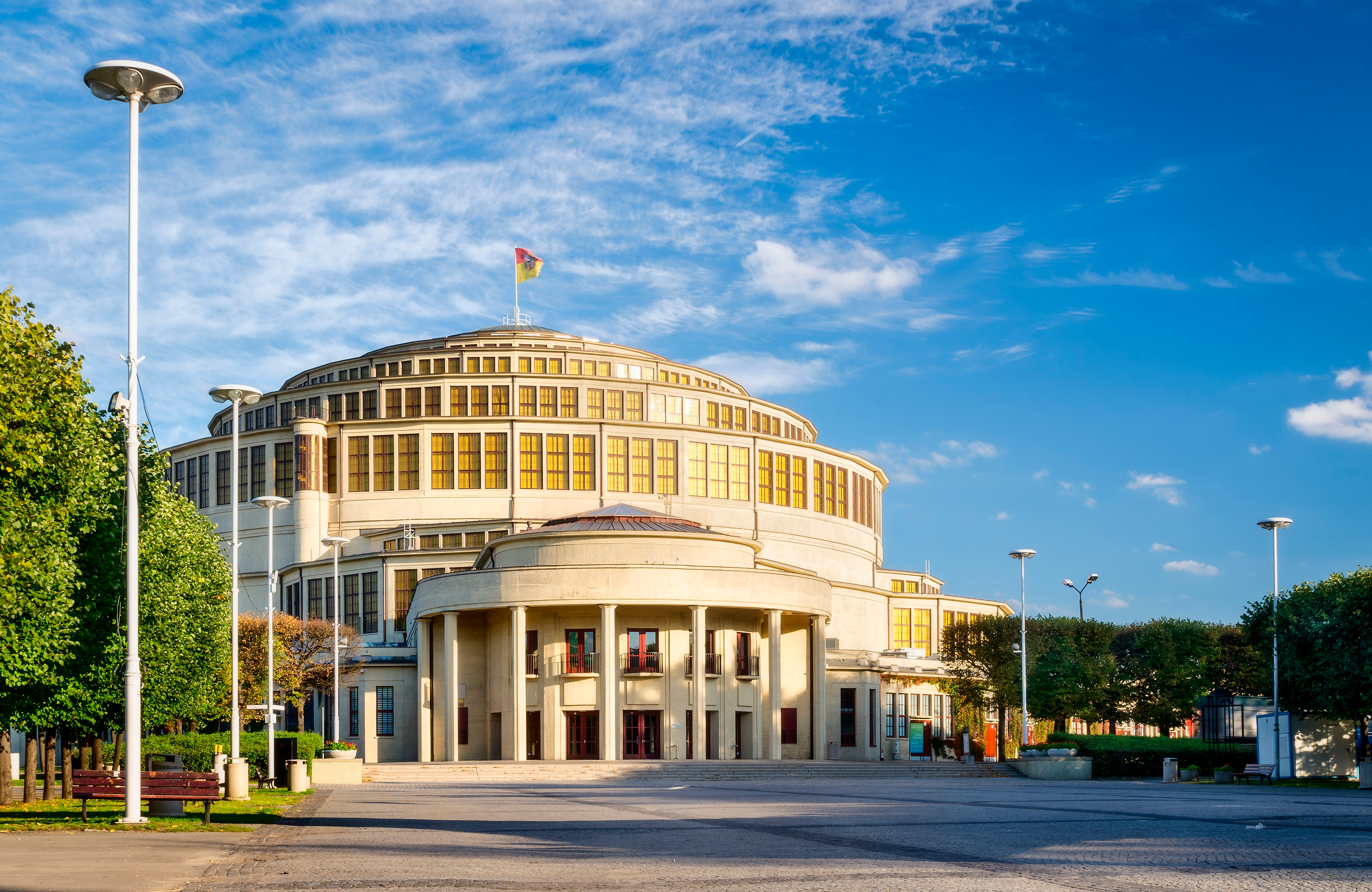
Hala století
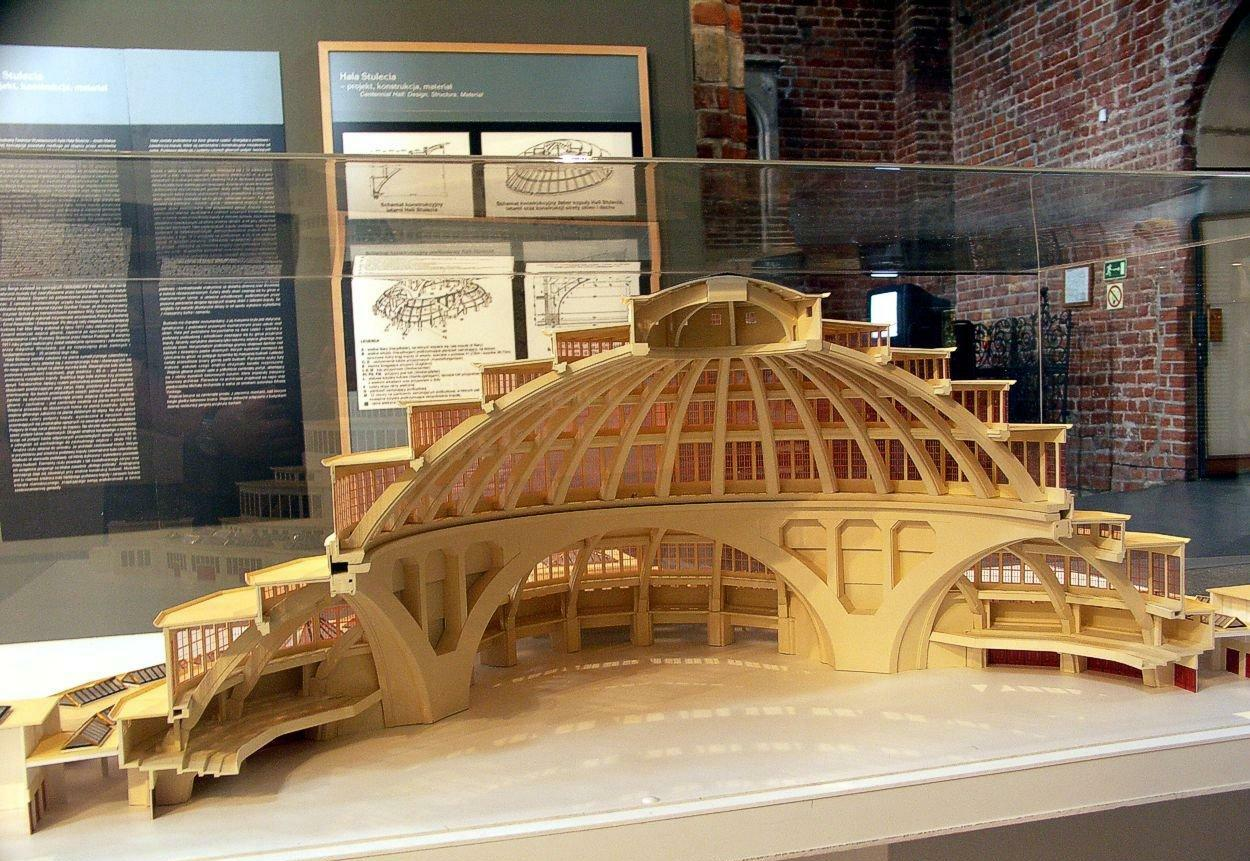
model Haly
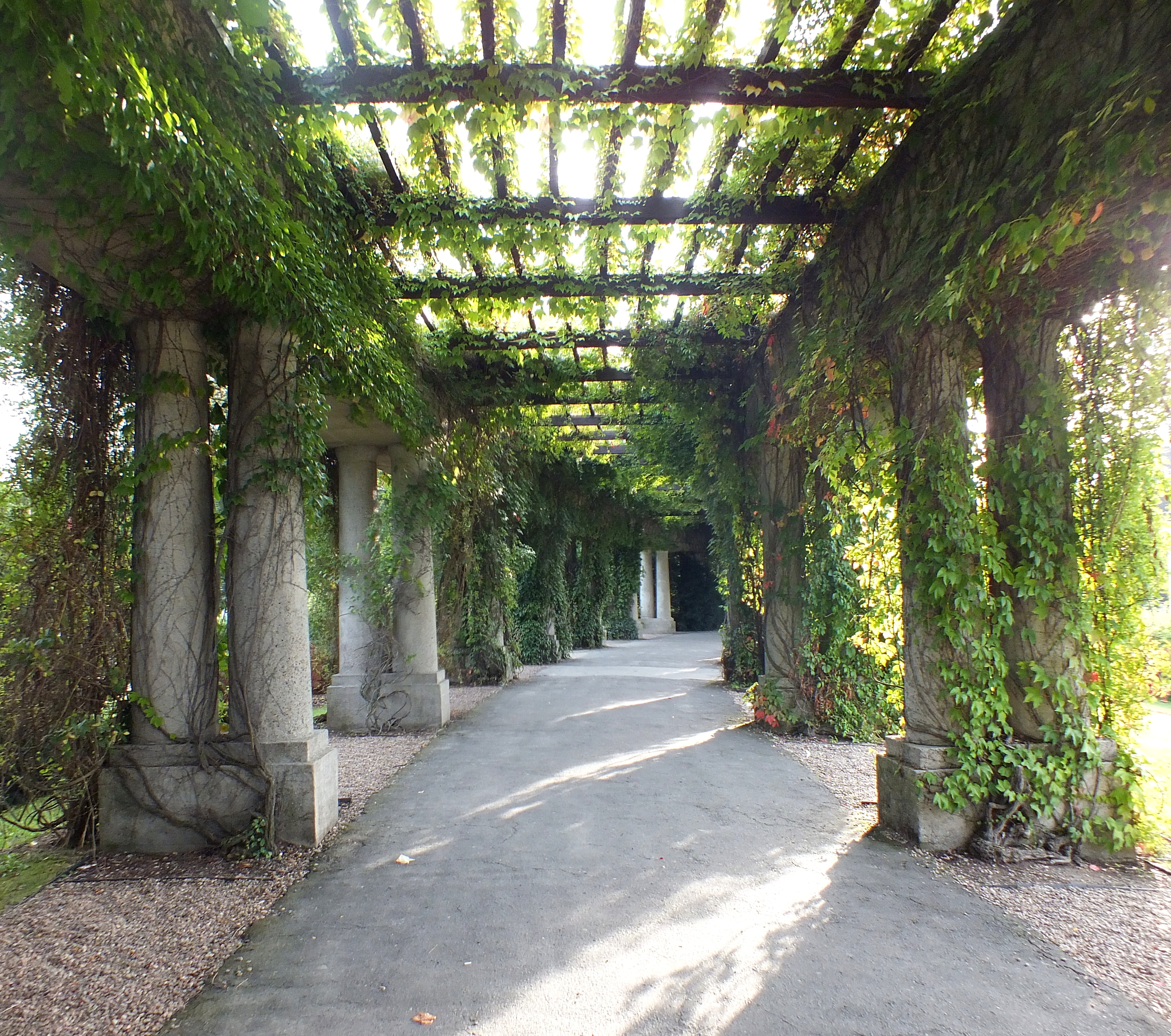
Hala století - pergola
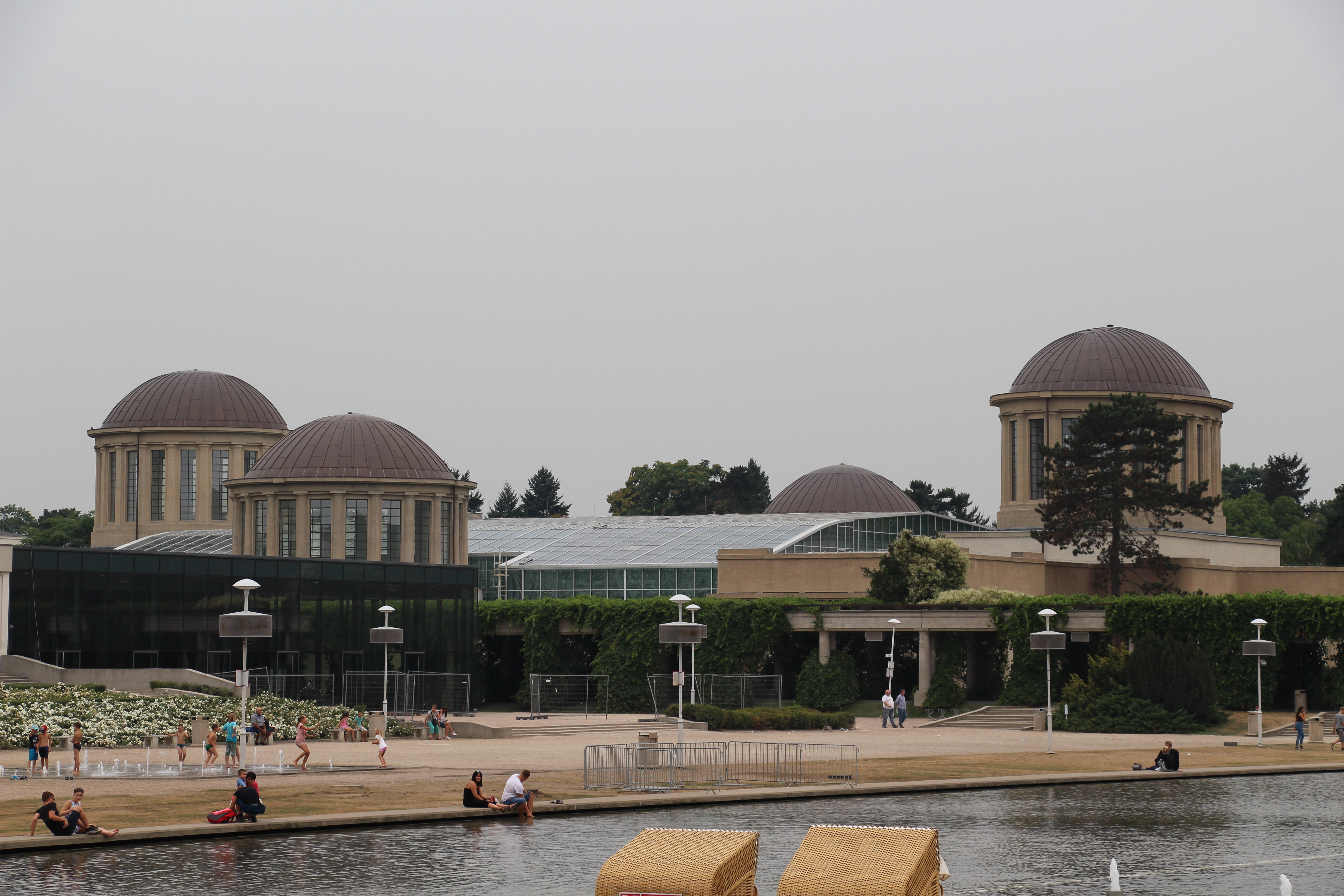
Hala století - pavilon čtyř kopulí